# 莫朗格勒
莫朗格勒（法語：Morangles，法語發音：[mɔʁɑ̃ɡl]）是法国瓦兹省的一个市镇，属于桑利斯区。

## 地理
莫朗格勒（49°11'46"N, 2°17'41"E）面积5.93 平方千米，位于法国上法蘭西大區瓦兹省，该省份为法国北部内陆省份，北起索姆省，西接厄尔省和滨海塞纳省，南至塞纳-马恩省和瓦兹河谷省，东临埃纳省。
与莫朗格勒接壤的市镇（或旧市镇、城区）包括：瓦兹河畔博朗、泰勒地区克鲁伊、泰勒地区弗雷努瓦、泰勒地区勒梅尼勒、泰勒地区讷伊、瓦兹河畔贝尔讷、瓦兹河畔布吕耶尔。

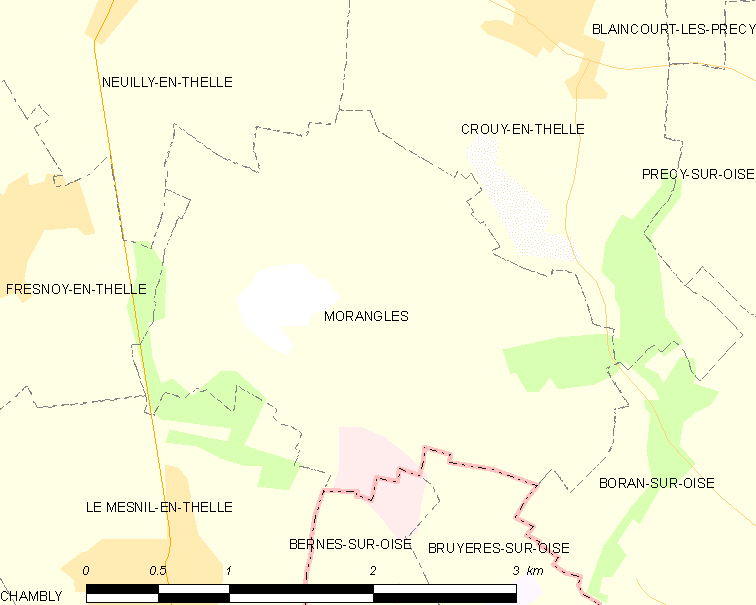
莫朗格勒的OSM定位图

莫朗格勒的时区为UTC+01:00、UTC+02:00（夏令时）。

## 行政
莫朗格勒的邮政编码为60530，INSEE市镇编码为60429。

## 政治
莫朗格勒所属的省级选区为尚蒂伊县。

## 人口

1962-2008年间莫朗格勒人口变化图示

莫朗格勒于2022年1月1日时的人口数量为408人。